# Indie Built
Indie Built, Inc. fue una empresa desarrolladora de videojuegos fundada en 1982 por Bruce Carver bajo el nombre de Access Software.
Es reconocida por crear la serie de videojuegos de golf Links y por la serie de videojuegos detectivesca Tex Murphy.
En 1987, Access Software anunció The Robotic Workshop, un equipo de juguetes que permitía a los usuarios construir y programar robots usando una computadora hogareña. Este equipo fue un precursor a los mucho más populares equipos Lego Mindstorms publicados a finales de los años 1990. The Robotic Workshop incluía más de 50 partes Capsela, incluyendo dos motores, engranajes, ruedas, y sensores.
Access Software fue comprada por Microsoft en 1999, y pasó a formar parte de Microsoft Game Studios y fue renombrada a Salt Lake Games Studio. En 2003 fue renombrada a Indie Games.
En octubre de 2004, Microsoft vendió Indie Games a Take-Two Interactive y finalmente pasó a llamarse Indie Built. Se convirtió en parte de la marca 2K Games/2K Sports de Take-Two. Indie Built desarrolló Amped 3 para la publicación de la Xbox 360 y trabajó en Top Spin 2, desarrolladora por Power and Magic para esta misma videoconsola. El 28 de abril de 2006, Take-Two de repente cerró Indie Built sin dar motivo alguno.

## Videojuegos
- 10 Great Games 3
- 10th Frame
- Amazon: Guardians of Eden
- Amiga Gold Hits 1
- Amped 2 (2003) for Xbox
- Amped 3 (2005) for  Xbox 360
- Amped: Freestyle Snowboarding
- Beach Head (1983)
- Beach Head II: The Dictator Strikes Back (1985)
- Countdown (1990)
- Crime Wave (1990)
- Famous Courses of the World: Vol. II
- The Gold Collection II
- Help! Charity Compilation
- Leader Board
- Leader Board
- Leader Board Par 4
- Links 2001
- Links 386 CD
- Links 386 Pro
- Links Expansion Pack
- Links Extreme
- Links LS 1997
- Links LS 1998 Edition
- Links LS 1999
- Links LS 2000
- Links LS 2000 10 Course Pack
- Links 2003 (2002)
- Links 2004 (2003)
- Links: Championship Course: Banff Springs
- Links: Championship Course: Barton Creek
- Links: Championship Course: Bay Hill Club & Lodge
- Links: Championship Course: Bighorn
- Links: Championship Course: Bountiful Golf Course
- Links: Championship Course: Castlepines
- Links: Championship Course: Firestone Country Club
- Links: Championship Course: Hyatt Dorado Beach ...
- Links: Championship Course: Innisbrook - Copper...
- Links: Championship Course: Mauna Kea
- Links: Championship Course: Pebble Beach
- Links: Championship Course: Pinehurst Country Club
- Links: Championship Course: Troon North
- Links: Fantasy Course: Devils Island
- Links: The Challenge of Golf
- Martian Memorandum
- Mean Streets (1989)
- Microsoft Golf
- Microsoft Golf 2.0
- Microsoft Golf 3.0
- Microsoft Golf 2001 Edition
- Ollies Follies
- The Pandora Directive
- Raid Over Moscow (1984)
- The Scrolls of Abadon
- Solid Gold
- Tex Murphy: Overseer
- Top Spin (2003)
- Top Spin 2 (2006)
- Total Sports
- Under a Killing Moon
- World Class Leader Board